# 2023-as Eurovíziós Kórusverseny
Ha megtartották volna, a később eltörölt 2023-as Eurovíziós Kórusverseny lett volna a harmadik Eurovíziós Kórusverseny, amit Lettországban rendeztek volna meg. Az Eurovíziós Kórusversenyek történetében ez lesz a második alkalom, hogy Lettország ad otthont a versenynek. A pontos helyszín és dátum egyelőre ismeretlen.
Eddig 5 ország erősítette meg a részvételét az első kórusfesztiválra, beleértve az elsőként induló Litvániát. Svájc azonban visszalép a versenytől.

## A helyszín és a verseny
A verseny pontos helyszíne nem volt ismert. Elképzelhető, hogy az első kórusverseny helyszínéül szolgáló 14 500 fő befogadására képes Arena Riga lett volna.
2023 május 17-én az EBU hivatalosan is eltörölte a kórusversenyt.

## A résztvevők

### Országok, melyek részt vettek 2022-ben
- Dánia
- Németország
- Norvégia
- Skócia
- Svédország

### Országok, melyek részt vettek korábban
- Ausztria
- Észtország
- Magyarország

### Nem résztvevő országok
- Svájc

## A versenyt megelőző időszak

### Nemzeti válogatók
A versenyre eddig nevező 5 ország közül  az összes ország kiválasztási módszeréről még nincs információ.
| Ország     | Választás módszere | Válogató / Bemutató műsor | Közvetítő csatorna | Kiválasztás / Bemutatás dátuma | Kiválasztás / Bemutatás dátuma |
| Ország     | Választás módszere | Válogató / Bemutató műsor | Közvetítő csatorna | Kórus                          | Kórusmű                        |
| ---------- | ------------------ | ------------------------- | ------------------ | ------------------------------ | ------------------------------ |
| Belgium    | Nincs adat         | Nincs adat                | Nincs adat         | Nincs adat                     | Nincs adat                     |
| Lettország | Nincs adat         | Nincs adat                | Nincs adat         | Nincs adat                     | Nincs adat                     |
| Litvánia   | Nincs adat         | Nincs adat                | Nincs adat         | Nincs adat                     | Nincs adat                     |
| Szlovénia  | Nincs adat         | Nincs adat                | Nincs adat         | Nincs adat                     | Nincs adat                     |
| Wales      | Nincs adat         | Nincs adat                | Nincs adat         | Nincs adat                     | Nincs adat                     |

## Térkép

Országok, melyek már megnevezték az indulójukat
Országok, melyek már jelezték, hogy részt vesznek
Országok, melyek korábban részt vettek, de ebben az évben nem

## Döntő
| # | Ország               | Nyelv | Kórus | Darab (Szerző) | Karnagy | Helyezés |
| - | -------------------- | ----- | ----- | -------------- | ------- | -------- |
|   | Belgium              |       |       |                |         |          |
|   | Lettország (rendező) |       |       |                |         |          |
|   | Litvánia             |       |       |                |         |          |
|   | Szlovénia            |       |       |                |         |          |
|   | Wales                |       |       |                |         |          |

## Lásd még
- 2023-as Eurovíziós Dalfesztivál
- 2023-as Junior Eurovíziós Dalfesztivál